# Древан
Древа́н (фр. Drevant) — коммуна во Франции, находится в регионе Центр. Департамент — Шер. Входит в состав кантона Сент-Аман-Монтрон. Округ коммуны — Сент-Аман-Монтрон.
Код INSEE коммуны — 18086.

## География
Коммуна расположена приблизительно в 250 км к югу от Парижа, в 145 км южнее Орлеана, в 45 км к югу от Буржа.
Вдоль юго-западной границы коммуны протекает река Шер.

## Население
Население коммуны на 2008 год составляло 589 человек.
| 1962 | 1968 | 1975 | 1982 | 1990 | 1999 | 2008 |
| ---- | ---- | ---- | ---- | ---- | ---- | ---- |
| 260  | 283  | 355  | 486  | 533  | 610  | 589  |

## Экономика
Основу экономики составляет сельское хозяйство.
В 2007 году среди 382 человек в трудоспособном возрасте (15-64 лет) 258 были экономически активными, 124 — неактивными (показатель активности — 67,5 %, в 1999 году было 71,0 %). Из 258 активных работали 221 человек (121 мужчина и 100 женщин), безработных было 37 (18 мужчин и 19 женщин). Среди 124 неактивных 22 человека были учениками или студентами, 64 — пенсионерами, 38 были неактивными по другим причинам.

## Достопримечательности
- Монастырская часовня XII века. Исторический памятник с 1926 года[3]
- Церковь Сен-Пьер (XII век)
- Остатки галло-римских сооружений, в том числе амфитеатр, ванны, виллы и акведук. Исторический памятник с 1840 года[4]

## Фотогалерея

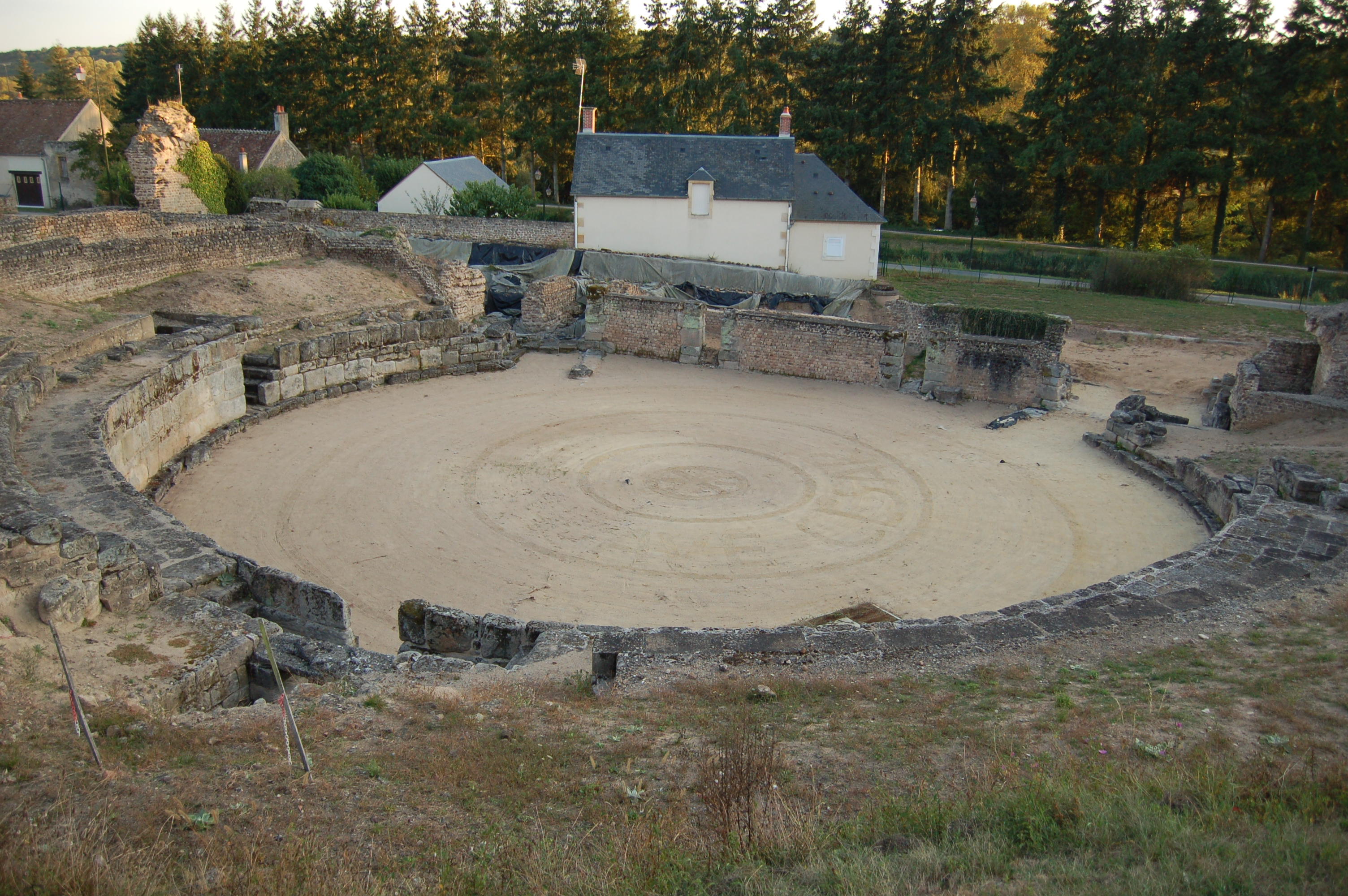
Амфитеатр
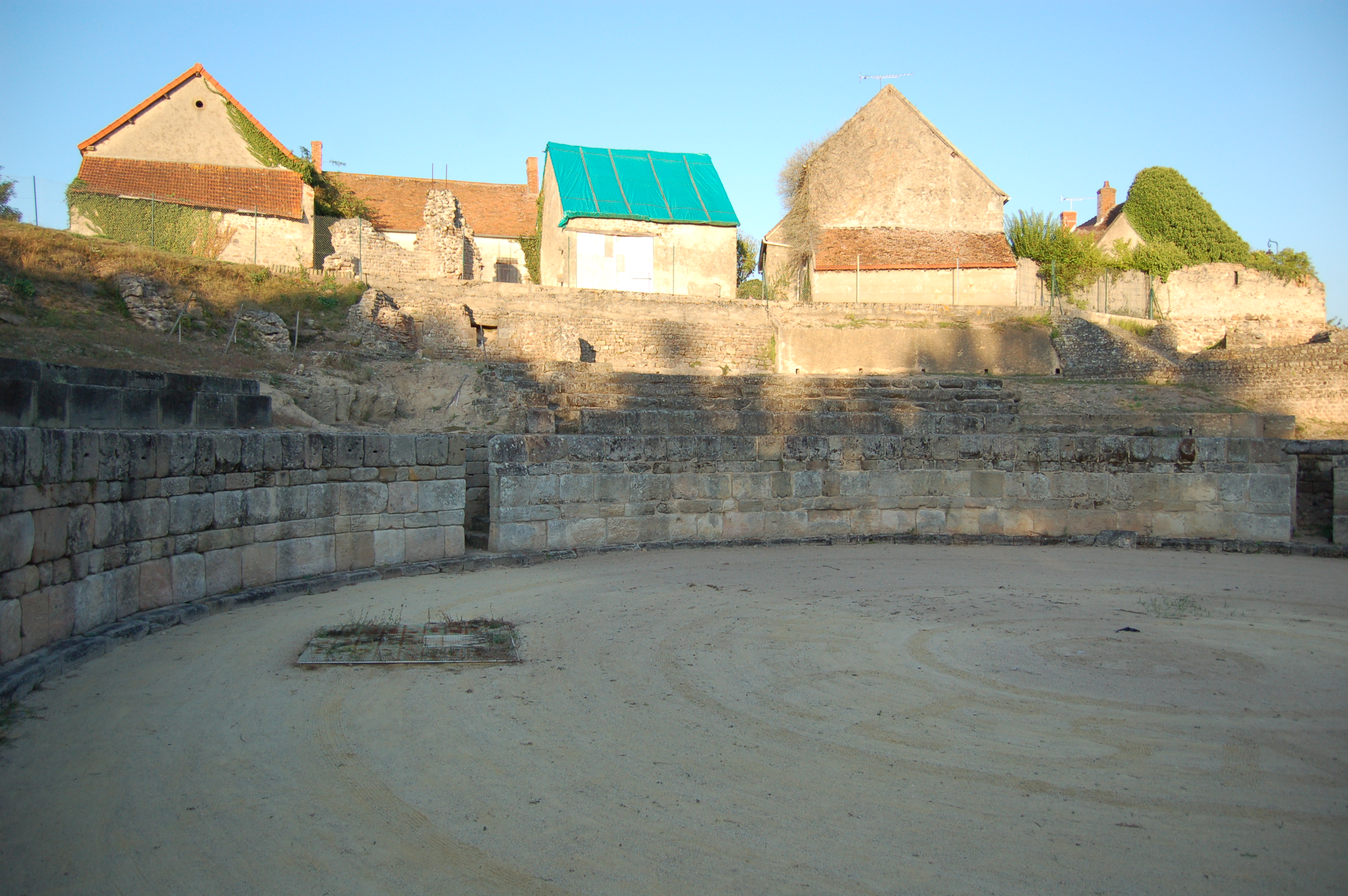
Амфитеатр
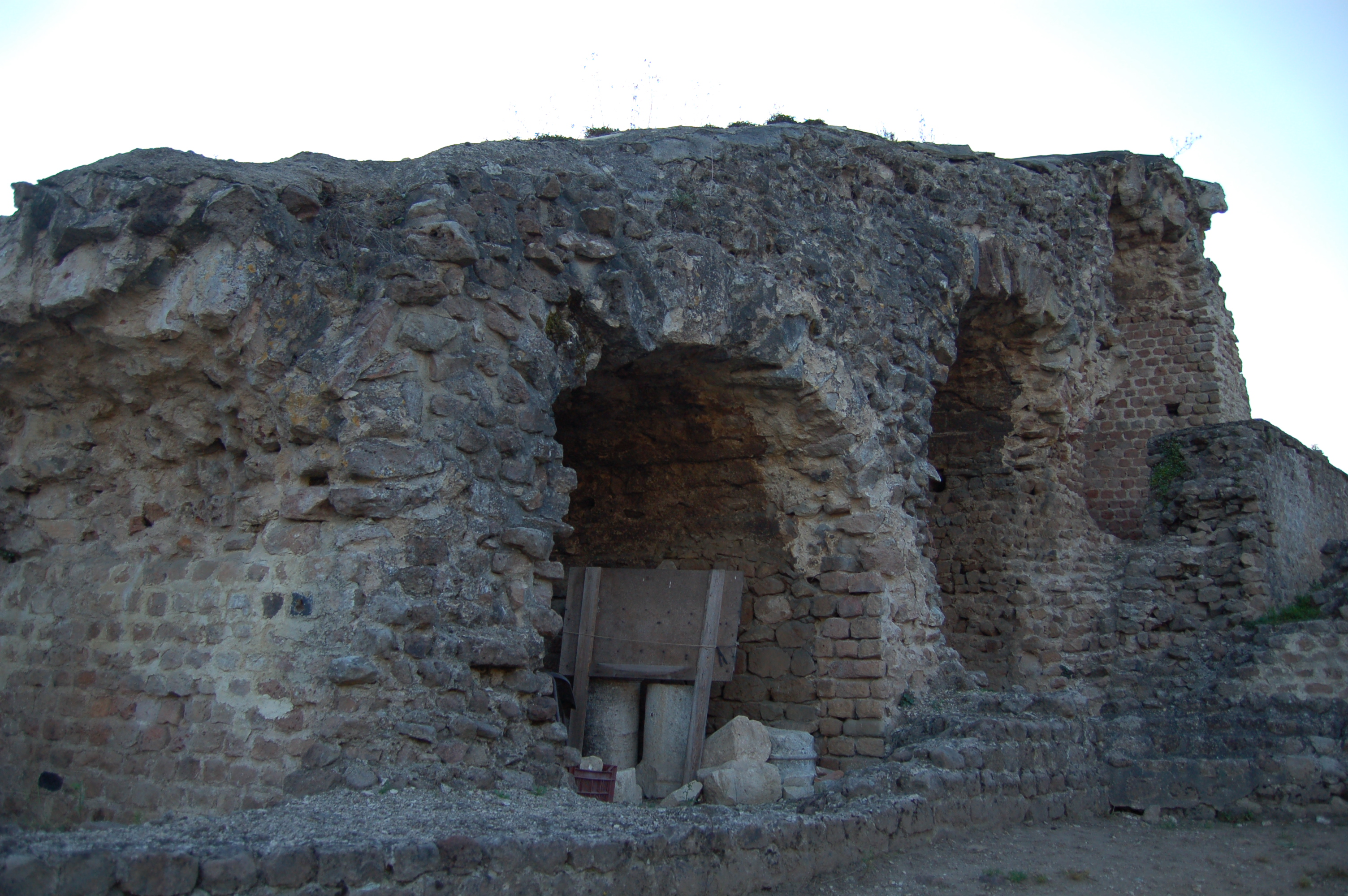
Амфитеатр
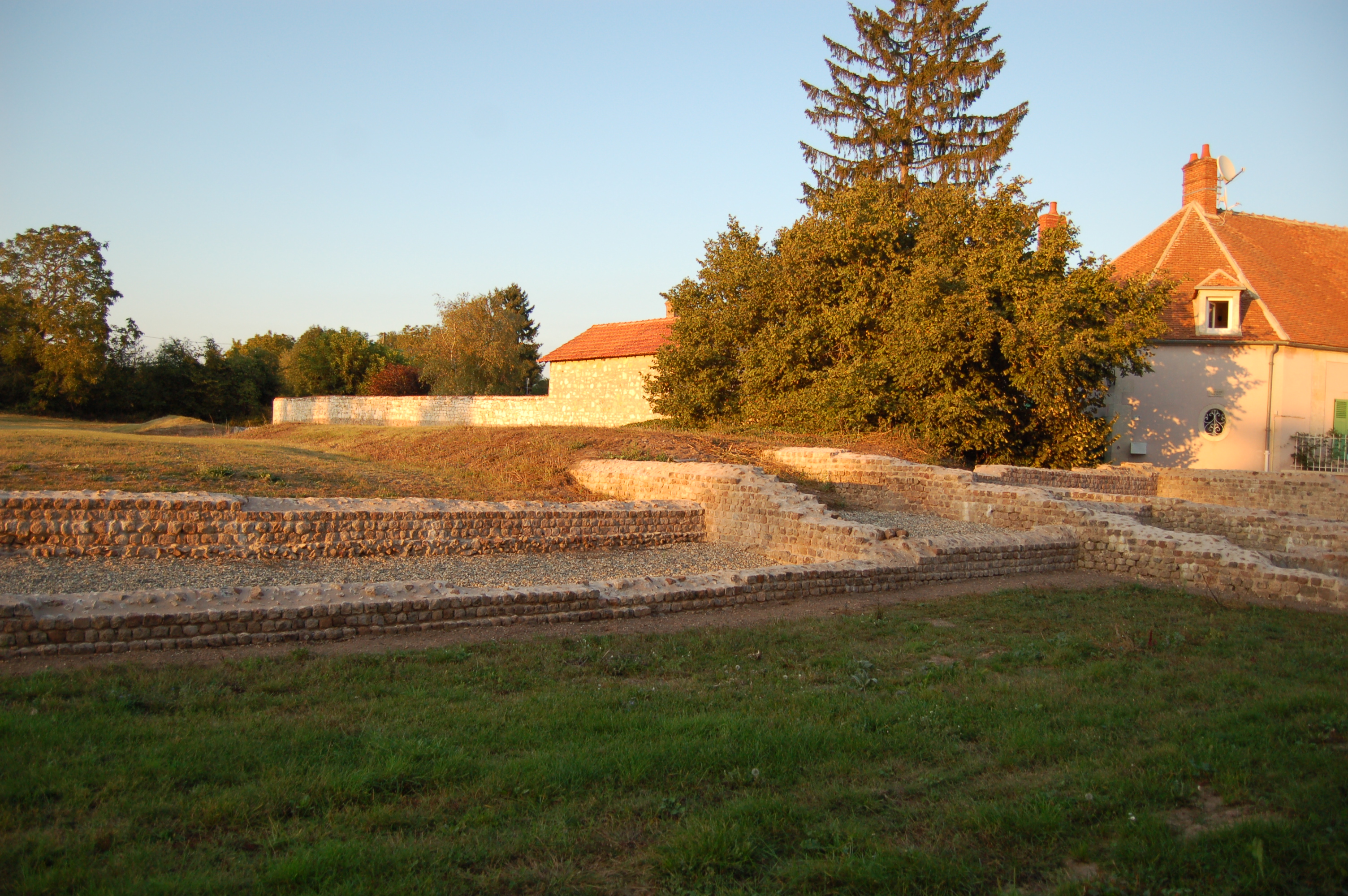
Форум
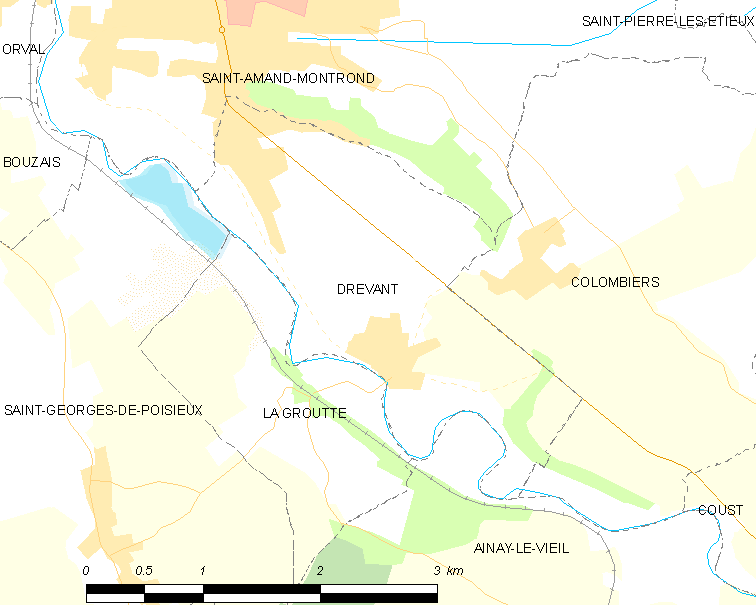
Карта коммуны